# Francisco Enríquez de Guzmán y Velasco
Francisco Enríquez de Guzmán y Velasco (m. 14 de junio de 1691), xi conde de Alba de Liste, iv conde de Villaflor, comendador de Cabeza del Buey (Badajoz) por la Orden de Alcántara en 1672 y caballero cofrade de San Ildefonso de Zamora desde 1688.
Natural de Madrid, era hijo primogénito de Manuel Enríquez de Guzmán y Córdoba y de Andrea de Velasco de Guzmán y Tovar. Casó en la iglesia de san Ginés de Madrid el 12 de marzo de 1678 con Josefa de Borja (n. Cagliari), hija de Francisco Carlos de Borja-Centelles y Doria-Colonna, ix duque de Gandía y de María Ponce de León. En 1686 dejó a su esposa y huyó hacia Portugal.
Murió sin sucesión en 1691, por lo que el condado recayó en su tío paterno, Juan Enríquez de Guzmán y Fernández de Córdoba.